# Jacobstein
Der Jacobstein (Jakobsthurm in Gurlitts Fundamentalinventarisation 1904 bzw. Jakobsturm in Dehios Schnellinventarisation 1905) in Radebeul ist ein Weinbergspavillon oberhalb des barocken Niederlößnitzer Hauses Fliegenwedel, zu dem er im 18. Jahrhundert gehörte.

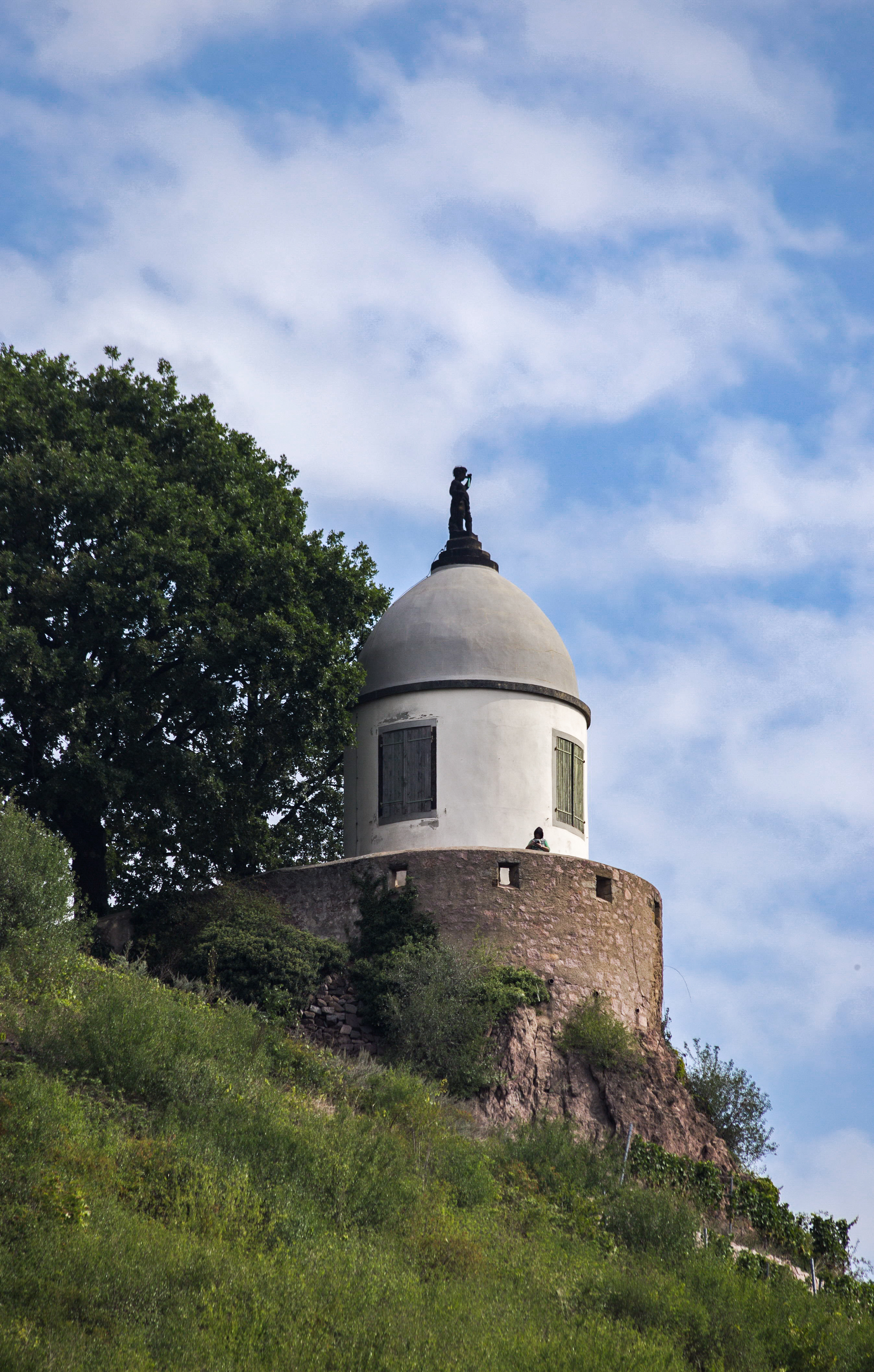
Jacobstein

Der Jacobstein steht in der Weinbaulage Radebeuler Steinrücken und liegt im Denkmalschutzgebiet Historische Weinberglandschaft Radebeul. Zudem ist er das vor der Hangkante weithin sichtbare Wahrzeichen der denkmalgeschützten Gartenanlage und Weinbergslandschaft von Schloss Wackerbarth, von der er auch die Adresse Wackerbarthstraße 1 bezieht (Denkmaleintrag Wackerbarthstraße 9001-V).

## Beschreibung

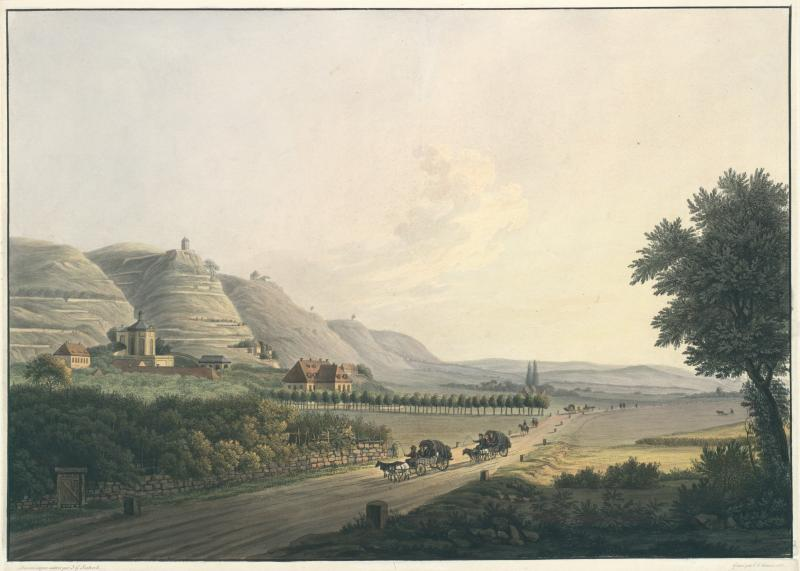
Vue de Wackerbarthsruhe aux environs de Dresde, prise sur la grande Route de Leipzig, C. G. Hammer 1805 (Mit dem Jacobstein auf der Hangkante)

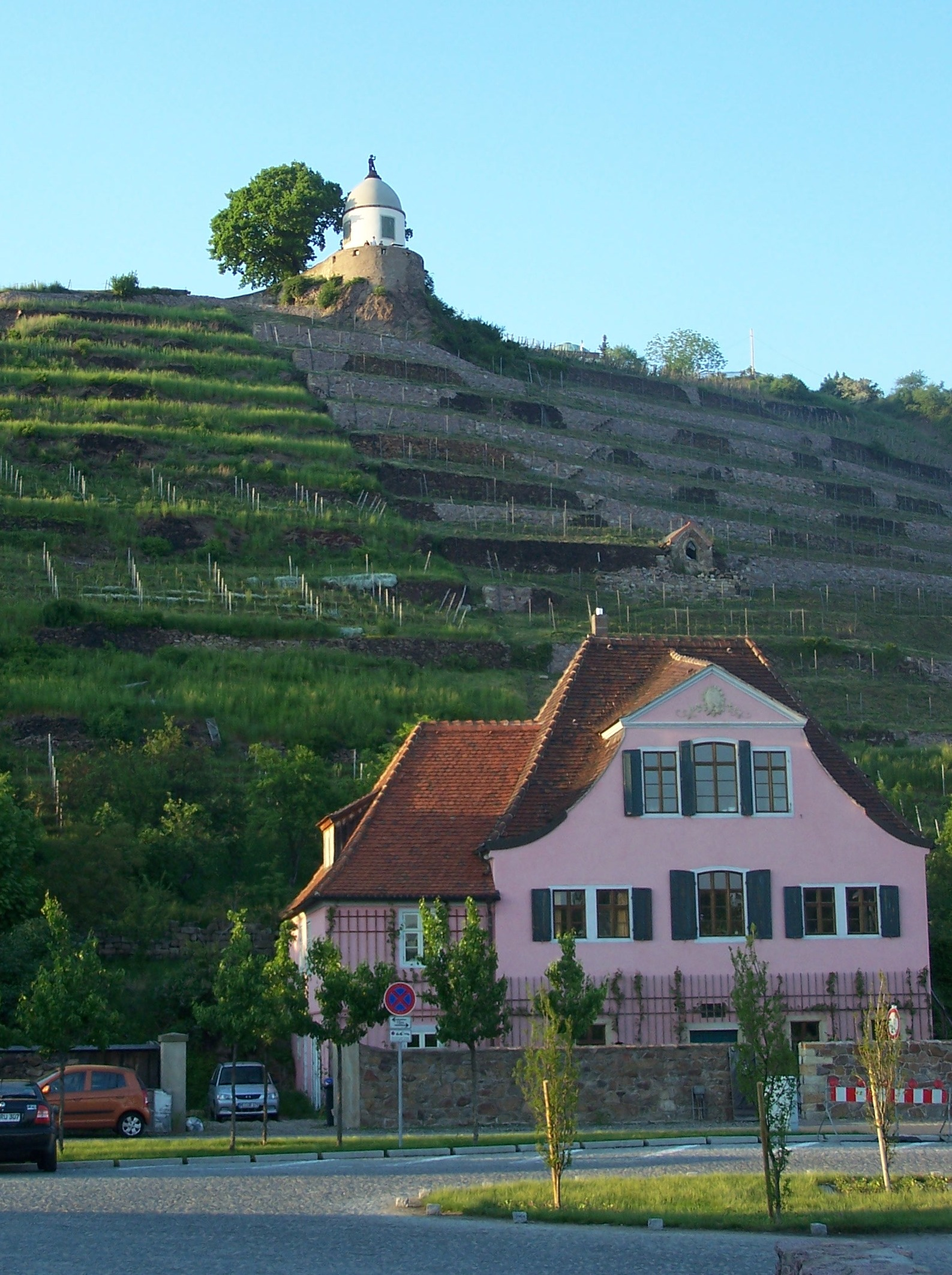
Der Jacobstein oberhalb von Haus Fliegenwedel

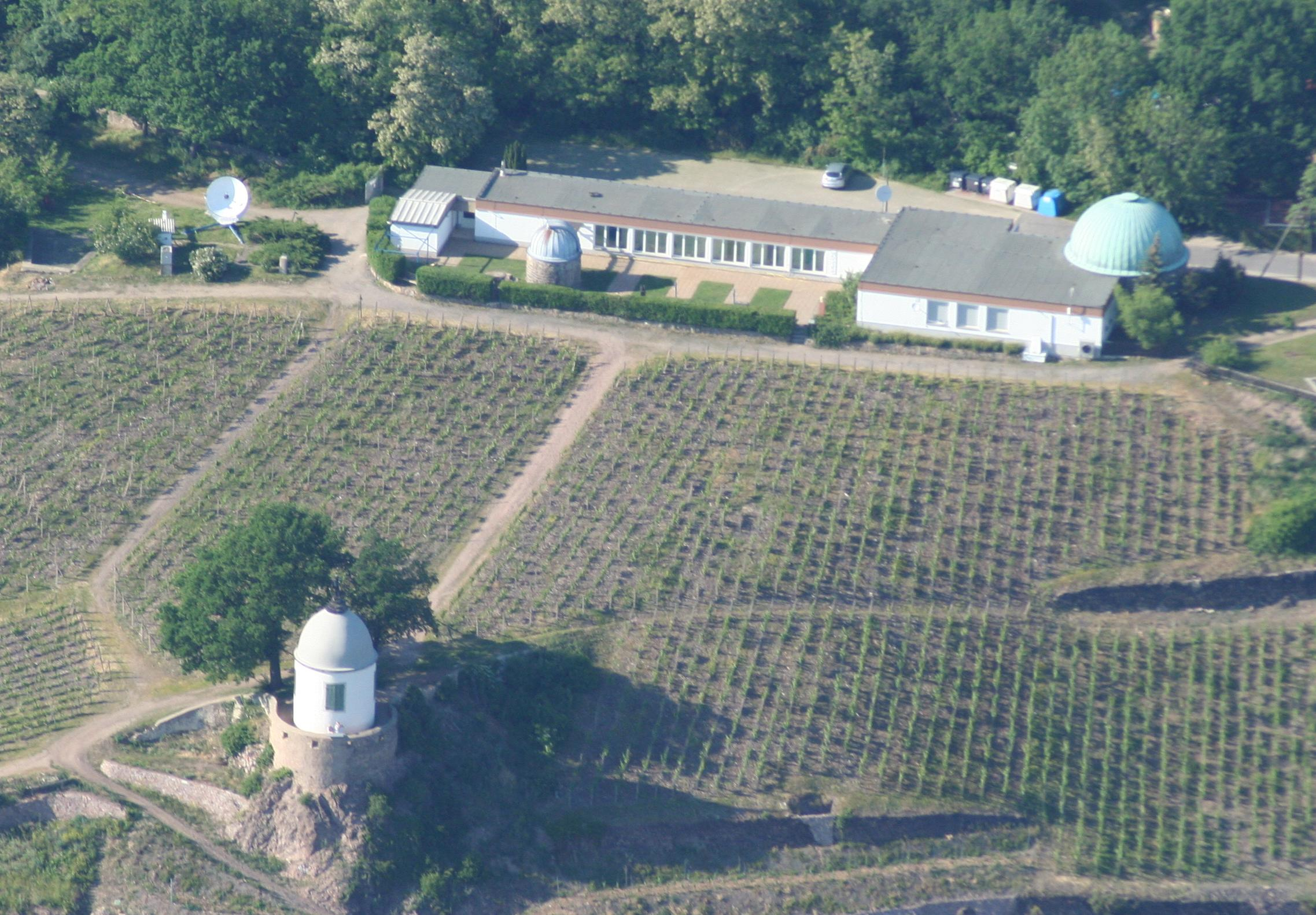
Volkssternwarte Adolph Diesterweg oberhalb des Jacobsteins

Er wurde 1742 von dem Dresdner Hofböttchermeister Jacob Krause auf einem Felsvorsprung oberhalb des von ihm 1738 erworbenen Weinbergsbesitzes Fliegenwedel als weithin sichtbares Zeichen erbaut, über dem Eingang war er ursprünglich auf 1743 datiert. Er diente ursprünglich als Winzerunterkunft und Geräteaufbewahrung, wurde später auch als Lusthäuschen genutzt.
Der einfache Rundbau hat auf einem Stockwerk mit drei Fenstern ein massives Kuppeldach, ist unterkellert und hat eine Umfassungsmauer mit drei Schießscharten für Böllerkanonen.
Zur Entstehungszeit erhielt der Jacobstein auf der Kuppel eine 1,8 Meter große Bacchusfigur mit einem Thyrsos, diese wurde 1953 durch eine Kopie des Dresdner Bildhauers Werner Hempel ersetzt.
Seit 1760 gehört der denkmalgeschützte Jacobstein mit dem Weinberg Fliegenwedel zusammen zu Schloss Wackerbarth, mit dem er als denkmalpflegerische Sachgesamtheit unter Denkmalschutz steht.
Die Lage des Jacobstein direkt auf der Hangkante erlaubt einen Panoramablick von der Sächsischen Schweiz bis nach Meißen. Die Plattform mit dem Rundgang liegt bei gut 180 m ü. NHN, noch 10 m unter der Sternwarte. Das Belvedere von Schloss Wackerbarth liegt bei etwa 120 m, das Schlossgebäude 10 m tiefer bei 110 m ü. NHN. Die Rückseite des Belvedere und der Jacobstein werden durch einen Weinpfad verbunden, der über Grund etwa 210 m lang ist.

## Literatur

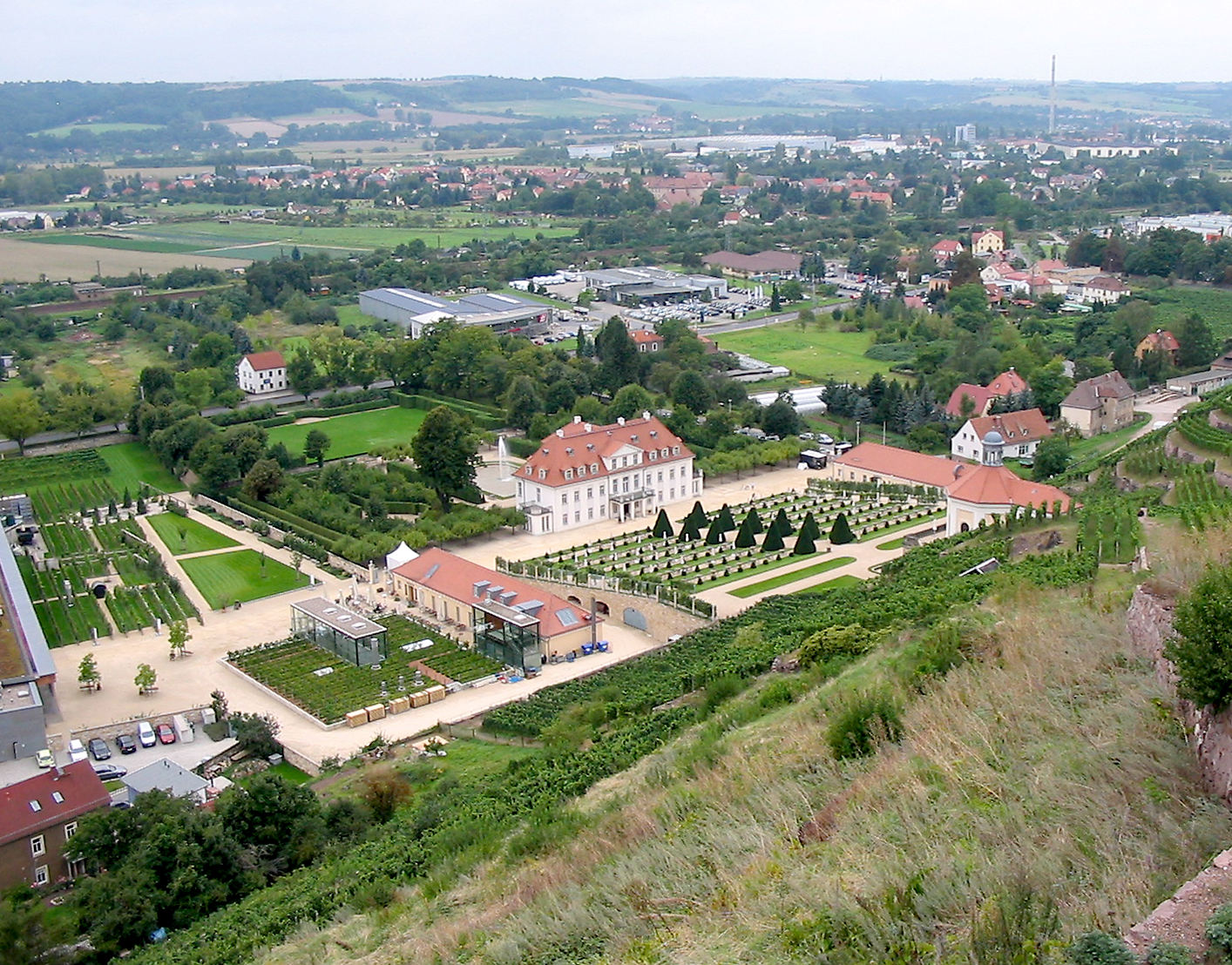
Blick vom Jacobstein: Schloss Wackerbarth mit Belvedere (re. Mitte), Nebenanlagen und Park